# Everhardus Koster

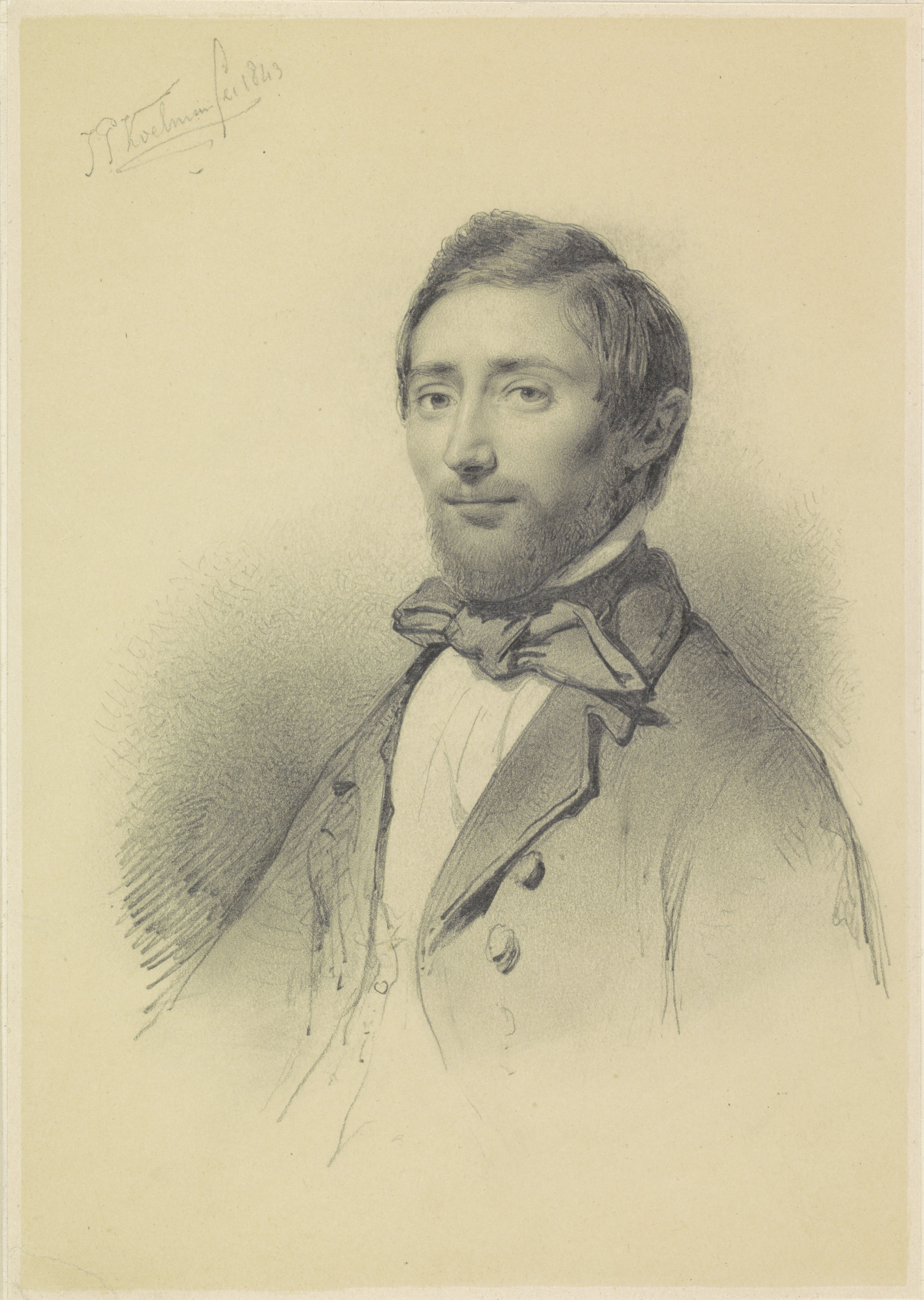
Everhardus Koster (1843)

Everhardus Koster (* 17. Februar 1817 in Den Haag; † 8. Januar 1892 in Dordrecht) war ein niederländischer Marine- und Landschaftsmaler.
Er brach das erst begonnene Schiffsbauingenieurstudium ab und wurde Student der Koninklijke Academie van Beeldende Kunsten in Den Haag bei Bartholomeus Johannes van Hove (1839–1840). Er setzte das Studium an der Städelschen Kunstschule in Frankfurt am Main fort. Koster kopierte auch Gemälde alter Meister aus dem Städel-Museum. Während des Aufenthaltes in Deutschland unternahm er mehrere Studienreisen.
Er kehrte 1848 in die Niederlande zurück und ließ sich in Amsterdam nieder, wo er 1852 Mitglied der Koninklijke Academie van Beeldende Kunsten wurde. 1856 und 1857 besuchte er England.
Er beschäftigte sich hauptsächlich mit der Marine- und Landschaftsmalerei, seltener mit Stadtansichten. Manchmal schuf er auch Aquarelle und Lithografien.
Von 1858 bis 1878 war er Kurator der Kunstsammlungen im Landhaus Welgelegen in Haarlem.
1859 verlor er bei einem Unfall sein rechtes Auge. Nachdem er sich einigermaßen daran gewöhnt hatte, konnte er weiter malen. 
1878  kehrte er nach Den Haag zurück. Später ließ er sich in Dordrecht nieder, wo er bis zu seinem Tod 1892 weiter malte.

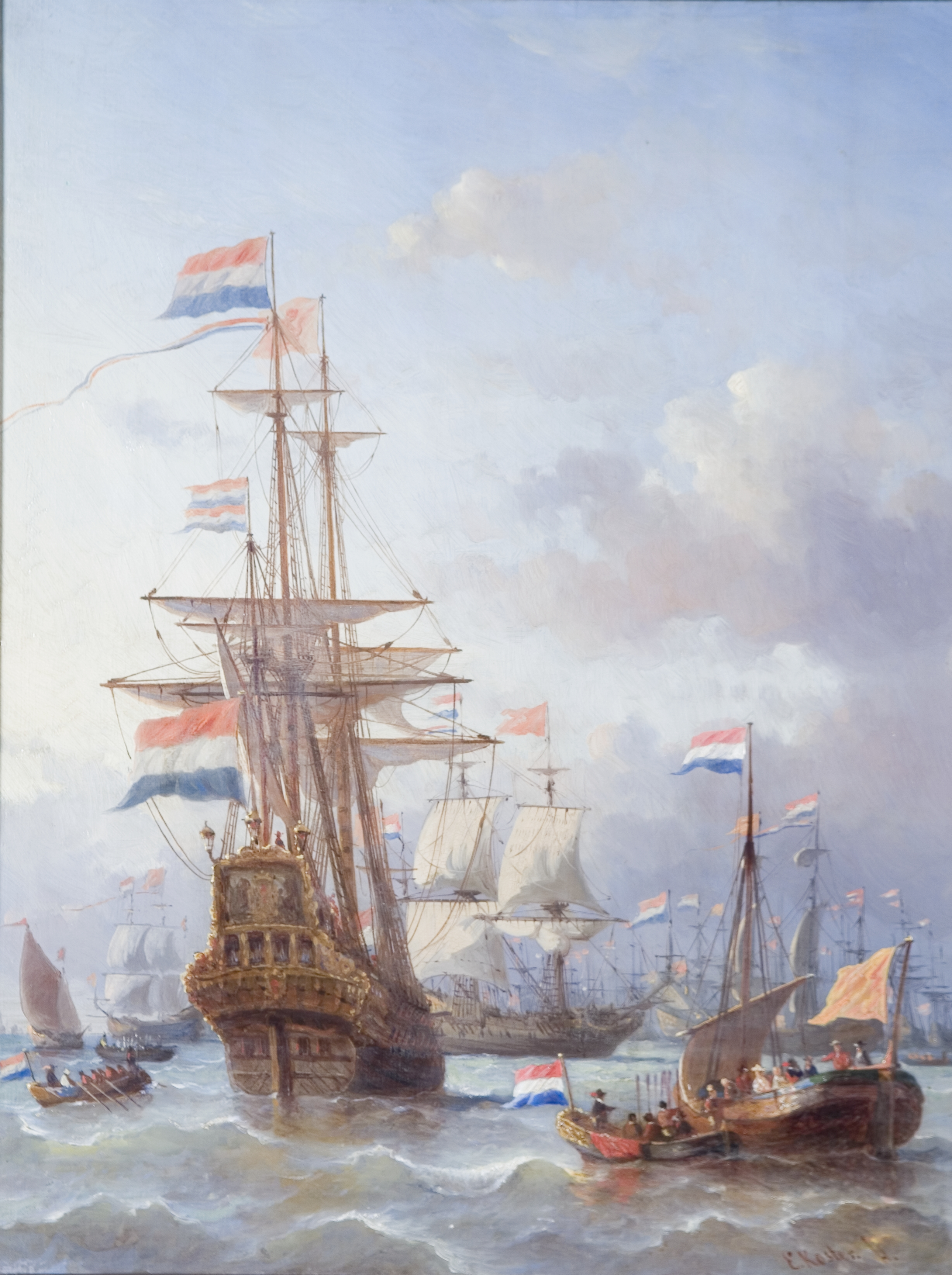
Chatham (1677)
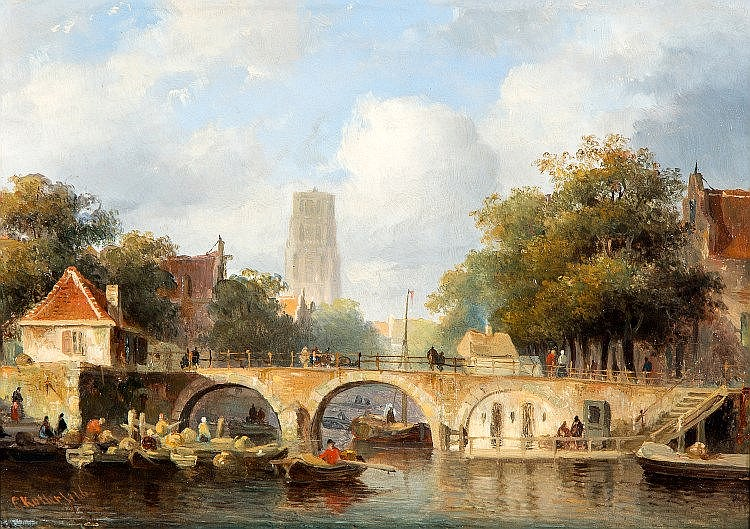
Holländische Stadt mit Ruderbooten bei einer Brücke
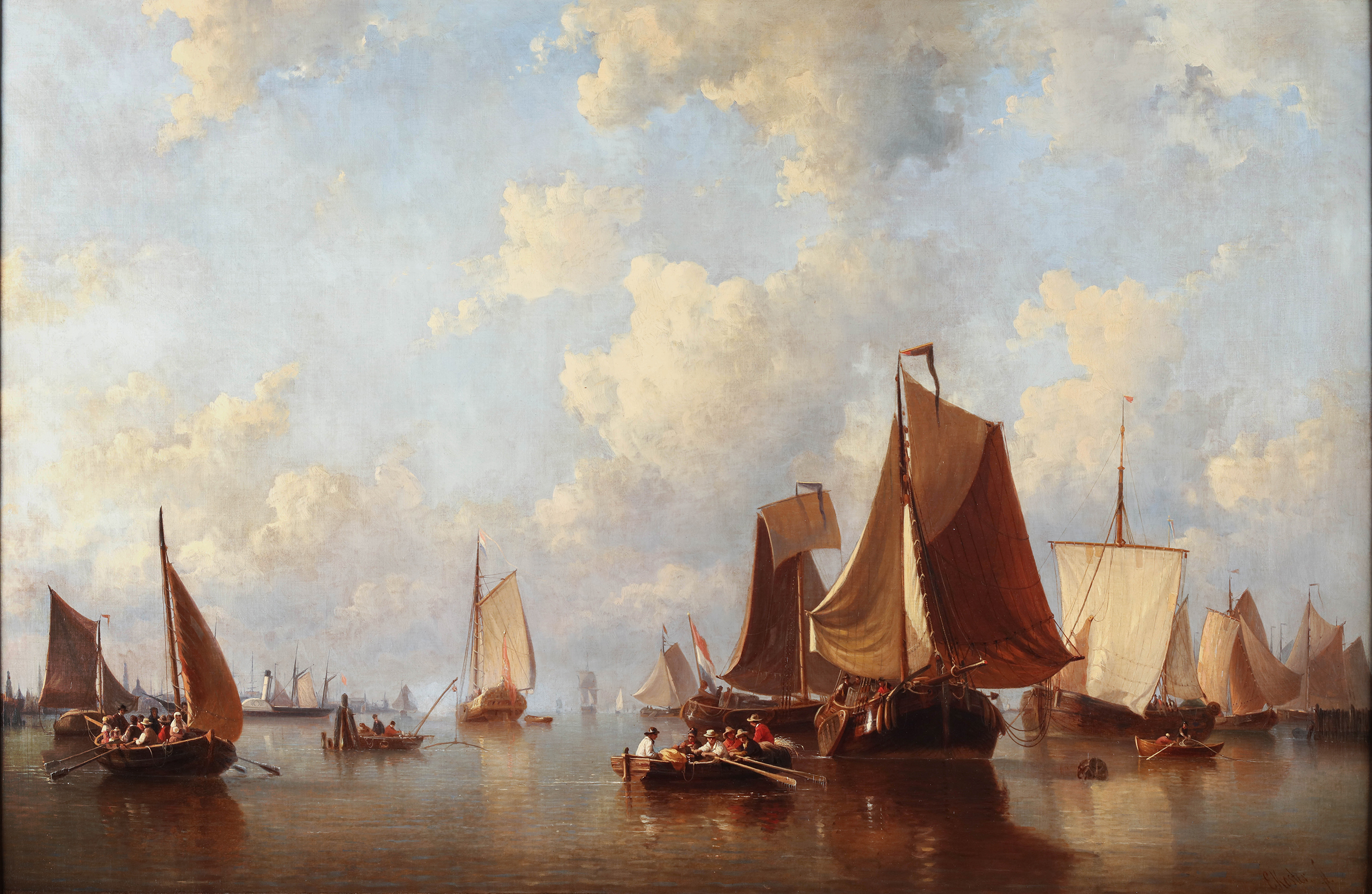
Amsterdam
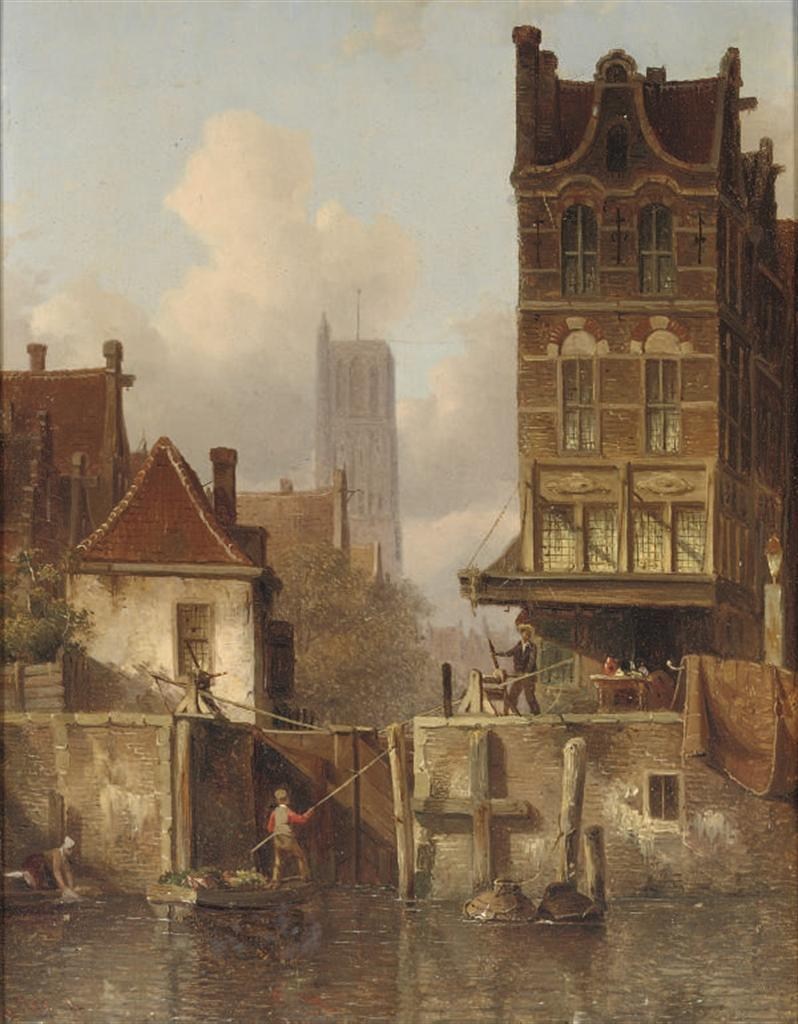
Schleuse